# Johan Storåkers
Johan Martin Storåkers, född 17 juli 1971 i Stockholm, är en svensk professionell pokerspelare.
År 1997 började han livnära sig som pokerproffs. Sedan dess har han spelat in över tre miljoner dollar på turneringspoker och har förutom flera segrar och finalbord i SM och Nordic Masters vunnit många internationella tävlingar samt representerat Sverige i Nations Cup. Han kom även 4:a i EPT Dortmund 2009.
Han vann också Pokermiljonen hösten 2006 och har vunnit fyra internationella tävlingar sedan 2003.  År 2009 skrev han på för spelbolaget Full Tilt poker och blev därmed en del av deras sponsrade proffs. Johan Storåkers räknas tillsammans med Christer Björin som en av Sveriges genom tidernas största pokerspelare. 